# Argentières
Ne doit pas être confondu avec Argentière.
Cet article possède un paronyme, voir Armentières.
Argentières () est une commune française située dans le département de Seine-et-Marne en région Île-de-France.

## Géographie

### Localisation
La commune est située à environ 6,3 kilomètres au nord-ouest de Mormant.

### Communes limitrophes
| Chaumes-en-Brie |             |                            |
|                 | Argentières | Courtomer                  |
|                 | Beauvoir    | Aubepierre-Ozouer-le-Repos |

### Hydrographie

#### Réseau hydrographique

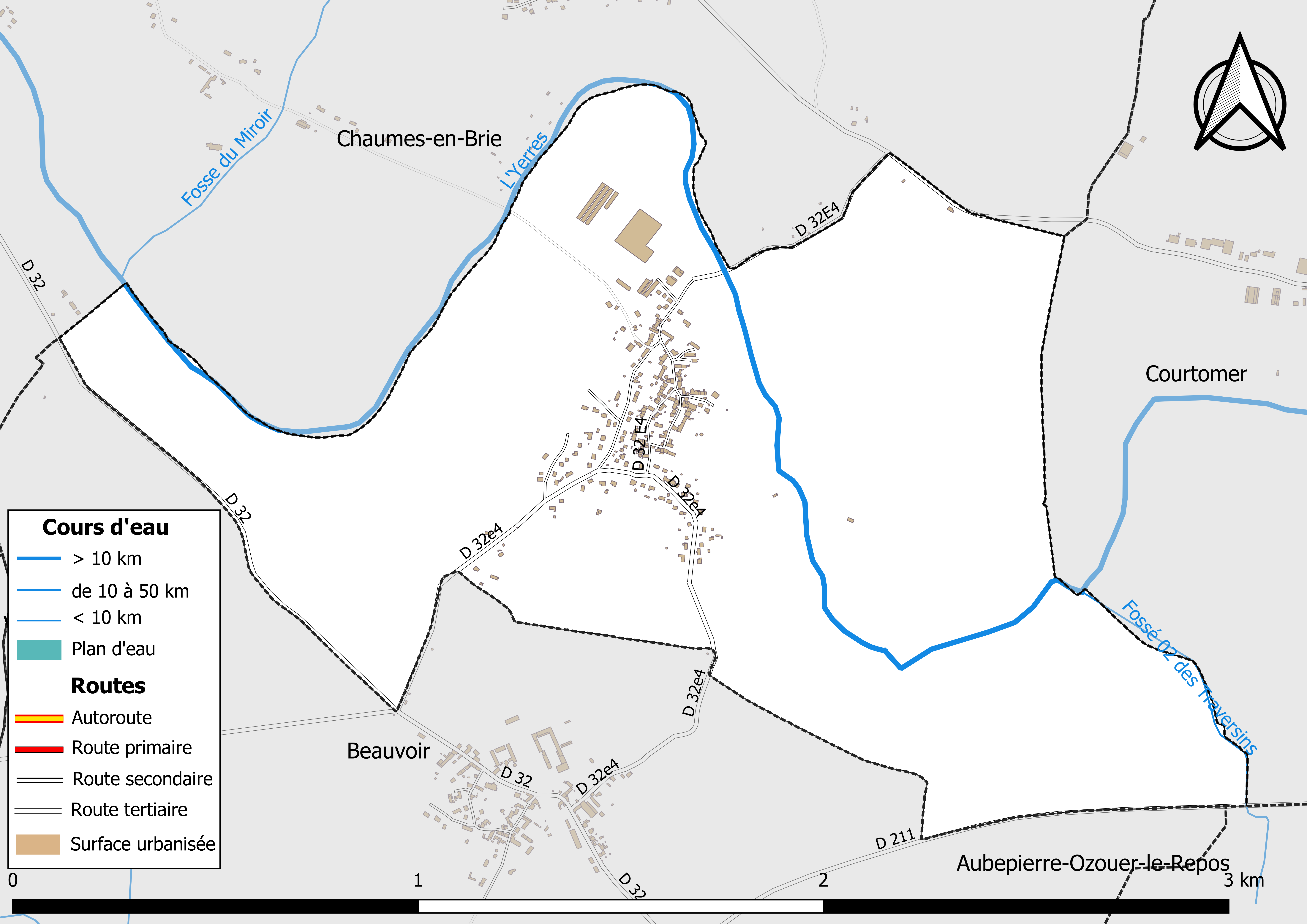
Carte des réseaux hydrographique et routier d'Argentières.

Le réseau hydrographique de la commune se compose de deux cours d'eau référencés :
- la rivière l’Yerres, longue de 97,4 km[1], affluent en rive droite de la Seine, parcourt la commune d'est en ouest ;
- le fossé 02 des Traversins, canal de 1,03 km[2] (ou ru du Bouillant[3]), en limite sud est de la commune.

La longueur totale des cours d'eau sur la commune est de 3,06 km.

#### Gestion des cours d'eau
Afin d’atteindre le bon état des eaux imposé par la Directive-cadre sur l'eau du 23 octobre 2000, plusieurs outils de gestion intégrée s’articulent à différentes échelles pour définir et mettre en œuvre un programme d’actions de réhabilitation et de gestion des milieux aquatiques : le SDAGE (Schéma directeur d'aménagement et de gestion des eaux), à l’échelle du bassin hydrographique, et le SAGE (Schéma d'aménagement et de gestion des eaux), à l’échelle locale. Ce dernier fixe les objectifs généraux d’utilisation, de mise en valeur et de protection quantitative et qualitative des ressources en eau superficielle et souterraine. Le département de Seine-et-Marne est couvert par six SAGE, au sein du bassin Seine-Normandie.
La commune fait partie du SAGE « Yerres », approuvé le 13 octobre 2011 et mis en révision en 2018, au sein du Bassin Seine-Normandie. Le territoire de ce SAGE correspond au bassin versant de l’Yerres, d'une superficie de 1 017 km2, parcouru par un réseau hydrographique de 450 kilomètres de long environ, répartis entre le cours de l’Yerres et ses affluents principaux que sont : le ru de l’Etang de Beuvron, la Visandre, l’Yvron, le Bréon, l’Avon, la Marsange, la Barbançonne, le Réveillon. Le pilotage et l’animation du SAGE sont assurés par le syndicat mixte pour l’Assainissement et la Gestion des eaux du bassin versant de l’Yerres (SYAGE), qualifié de « structure porteuse ».

### Climat
Pour des articles plus généraux, voir Climat de l'Île-de-France et Climat de Seine-et-Marne.
En 2010, le climat de la commune est de type climat océanique dégradé des plaines du Centre et du Nord, selon une étude du CNRS s'appuyant sur une série de données couvrant la période 1971-2000. En 2020, Météo-France publie une typologie des climats de la France métropolitaine dans laquelle la commune est exposée à un climat océanique altéré et est dans la région climatique Nord-est du bassin Parisien, caractérisée par un ensoleillement médiocre, une pluviométrie moyenne régulièrement répartie au cours de l’année et un hiver froid (3 °C).
Pour la période 1971-2000, la température annuelle moyenne est de 11,1 °C, avec une amplitude thermique annuelle de 15,5 °C. Le cumul annuel moyen de précipitations est de 696 mm, avec 11,5 jours de précipitations en janvier et 7,7 jours en juillet. Pour la période 1991-2020, la température moyenne annuelle observée sur la station météorologique la plus proche, située sur la commune de Grandpuits-Bailly-Carrois à 11 km à vol d'oiseau, est de 11,3 °C et le cumul annuel moyen de précipitations est de 704,0 mm,. Pour l'avenir, les paramètres climatiques de la commune estimés pour 2050 selon différents scénarios d'émission de gaz à effet de serre sont consultables sur un site dédié publié par Météo-France en novembre 2022.

### Milieux naturels et biodiversité

#### Réseau Natura 2000

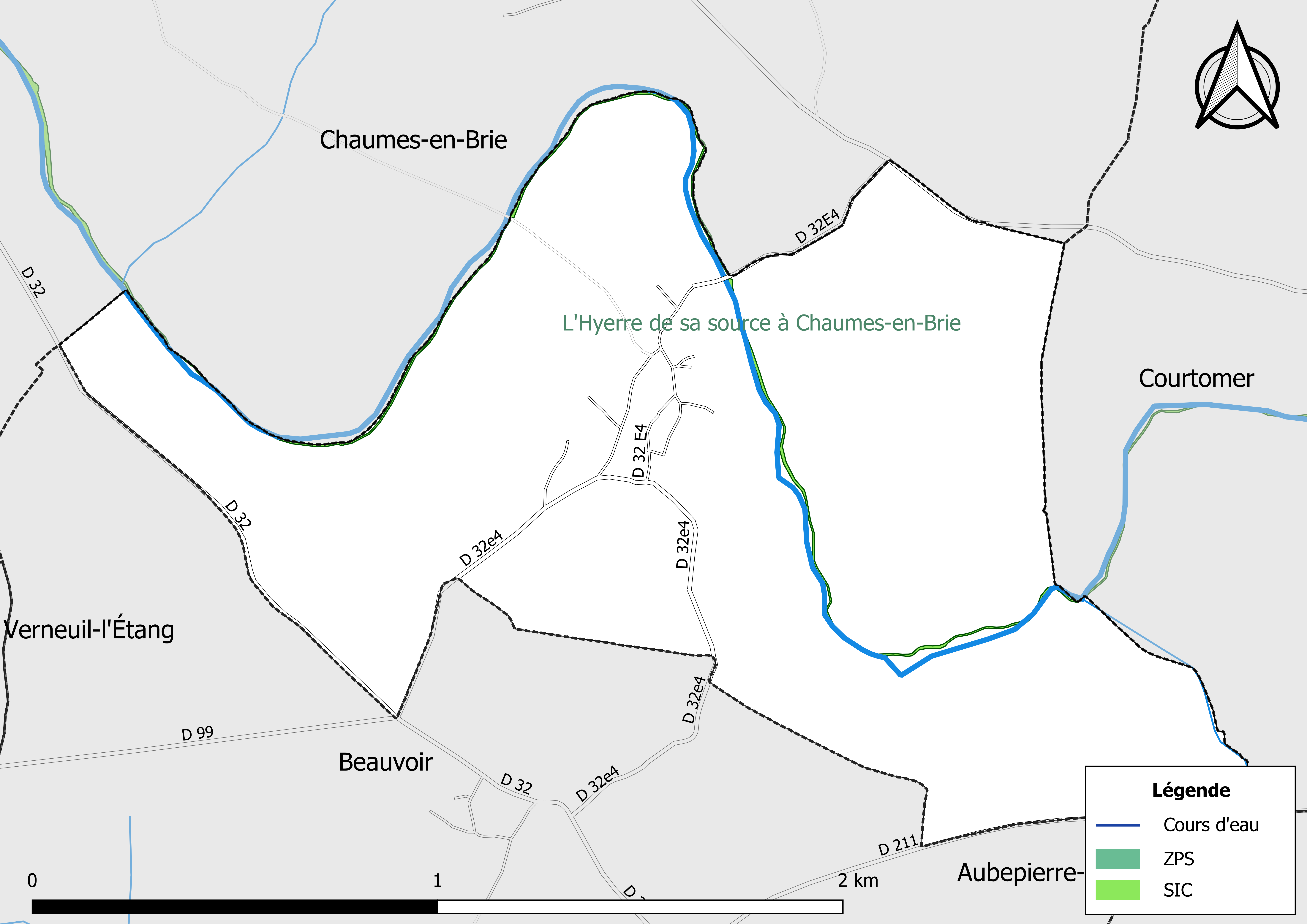
Sites Natura 2000 sur le territoire communal.

Le réseau Natura 2000 est un réseau écologique européen de sites naturels d’intérêt écologique élaboré à partir des Directives « Habitats » et « Oiseaux ». Ce réseau est constitué de Zones spéciales de conservation (ZSC) et de Zones de protection spéciale (ZPS). Dans les zones de ce réseau, les États Membres s'engagent à maintenir dans un état de conservation favorable les types d'habitats et d'espèces concernés, par le biais de mesures réglementaires, administratives ou contractuelles.
Un site Natura 2000 a été défini sur la commune au titre de la « directive Habitats » : 
« L'Yerres de sa source a Chaumes-en-Brie », d'une superficie de 18 ha, un tronçon de 40 km de l'Yerres qui héberge une faune piscicole et une végétation aquatique devenues rares en Ile-de-France,.

## Urbanisme

### Typologie
Au 1er janvier 2024, Argentières est catégorisée bourg rural, selon la nouvelle grille communale de densité à sept niveaux définie par l'Insee en 2022.
Elle est située hors unité urbaine. Par ailleurs la commune fait partie de l'aire d'attraction de Paris, dont elle est une commune de la couronne,. Cette aire regroupe 1 929 communes,.

### Lieux-dits et écarts
La commune compte 27 lieux-dits administratifs répertoriés consultables ici.

### Occupation des sols
L'occupation des sols de la commune, telle qu'elle ressort de la base de données européenne d’occupation biophysique des sols Corine Land Cover (CLC), est marquée par l'importance des territoires agricoles (46,5 % en 2018), une proportion sensiblement équivalente à celle de 1990 (46,3 %). La répartition détaillée en 2018 est la suivante : 
forêts (43,8 %), terres arables (38,7 %), zones urbanisées (9,8 %), zones agricoles hétérogènes (7,8 %).
Parallèlement, L'Institut Paris Région, agence d'urbanisme de la région Île-de-France, a mis en place un inventaire numérique de l'occupation du sol de l'Île-de-France, dénommé le MOS (Mode d'occupation du sol), actualisé régulièrement depuis sa première édition en 1982. Réalisé à partir de photos aériennes, le Mos distingue les espaces naturels, agricoles et forestiers mais aussi les espaces urbains (habitat, infrastructures, équipements, activités économiques, etc.) selon une classification pouvant aller jusqu'à 81 postes, différente de celle de Corine Land Cover,,. L'Institut met également à disposition des outils permettant de visualiser par photo aérienne l'évolution de l'occupation des sols de la commune entre 1949 et 2018.

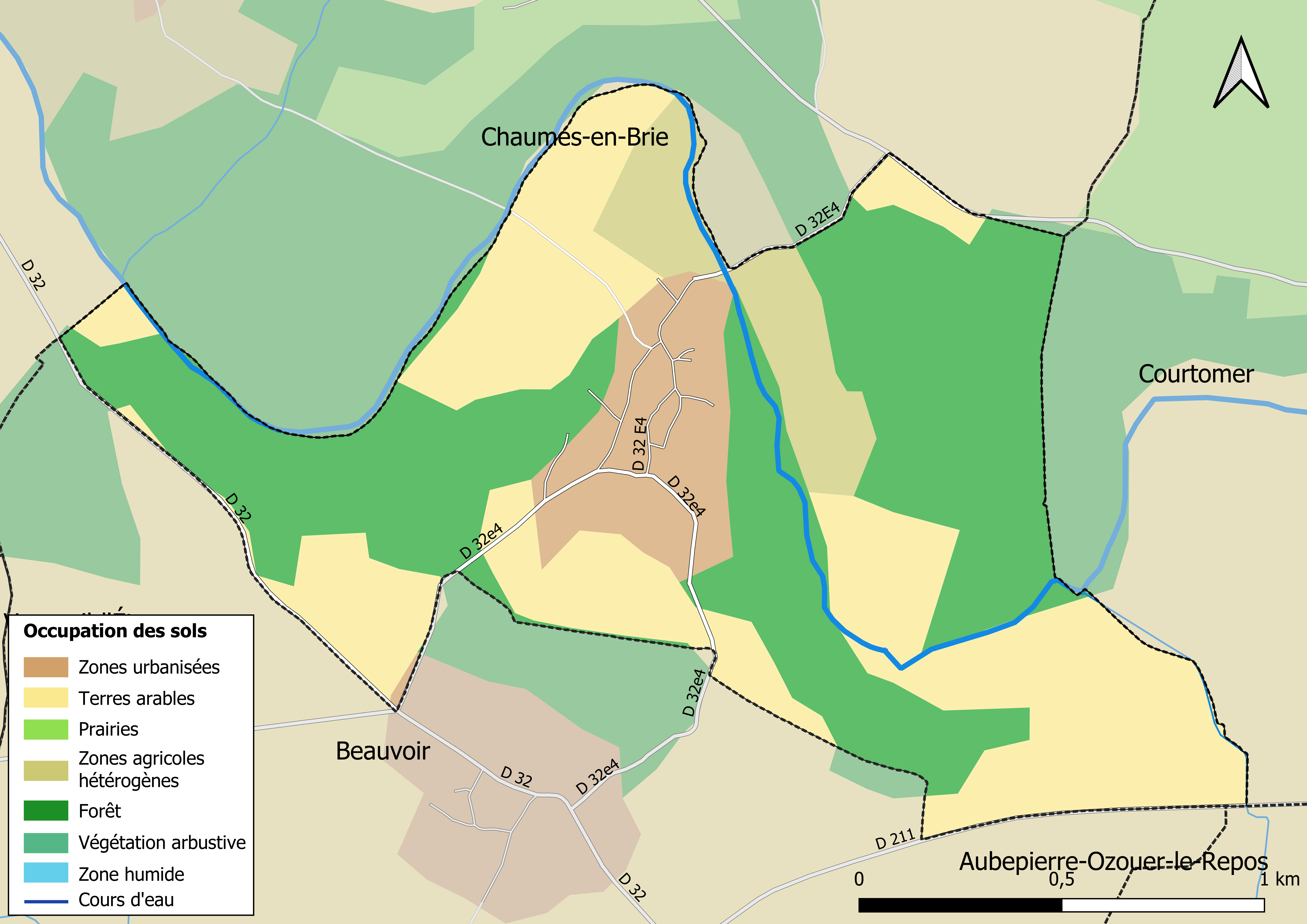
Carte des infrastructures et de l'occupation des sols en 2018 (CLC) de la commune.
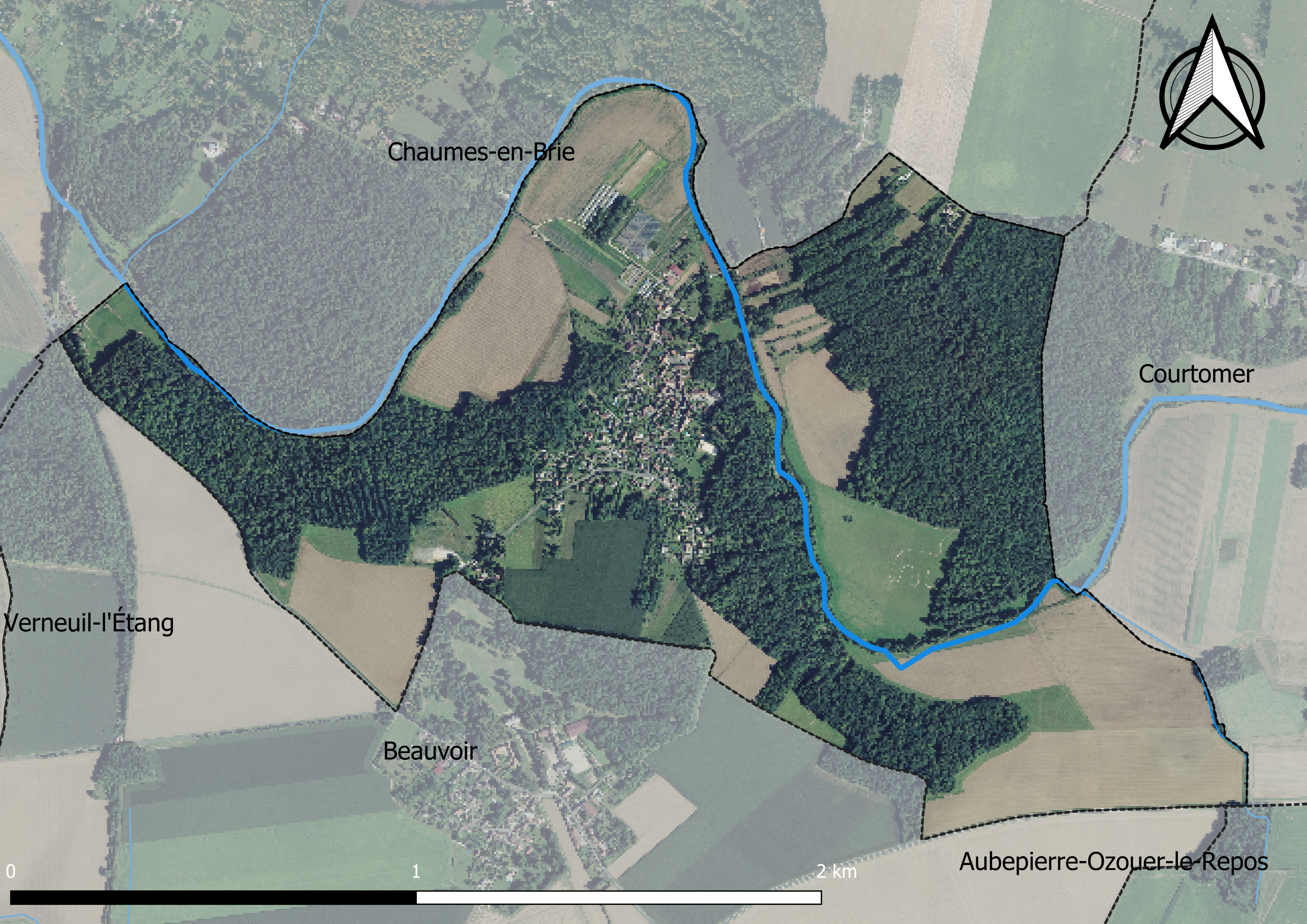
Carte orthophotogrammétrique de la commune.

### Planification
La commune disposait en 2019 d'un plan local d'urbanisme approuvé.

### Logement
En 2016, le nombre total de logements dans la commune était de 154 dont 100 %  de maisons.
Parmi ces logements, 94,1 % étaient des résidences principales, 3,3 % des résidences secondaires et 2,6 % des logements vacants.
La part des ménages propriétaires de leur résidence principale s’élevait à 94,4 % contre 4,3 % de locataires et 1,3 % logés gratuitement.

### Voies de communication et transports
La commune est desservie par les lignes d’autocars No 4, 20, 23 et 24 du réseau de bus Pays Briard.

## Toponymie
Le nom de la localité est attesté sous la forme Argentarias en 1189. En 1658, ce toponyme apparait sous sa forme actuelle.
Du latin *argentum suivi du suffixe -aria. La compréhension de ce toponyme n'est guère difficile et rappelle l'existence en ces lieux d'un terrain argentifère exploité en des temps lointains, aux activités liées à l'exploitation ou à l'utilisation de ce métal.

## Histoire
Son premier nom, Argenteriare, laisse à supposer que les Romains y auraient exploité une mine d'argent ou qu'il y aurait eu une industrie à base de ce métal. Jusqu'à la Révolution, le village dépendait de la seigneurie de l'abbaye de Saint-Germain-des-Prés et rattaché à l'abbaye de Chaumes-en-Brie. Les habitants d’Argentières furent les premiers serfs affranchis par l’abbaye de chaumes en 1205. Les villageois passaient pour être indépendants et décrits comme « fiers et hauts »[réf. nécessaire].
Il est à noter dans cette idée que la commune d’Argentières est la seule du canton et des environs à ne pas avoir d'exploitations agricoles aux mains des barons, comtes, ou marquis… survivance de l'Ancien Régime.

## Politique et administration

### Liste des maires
| Période                                  | Période  | Identité             | Étiquette | Qualité  |
| ---------------------------------------- | -------- | -------------------- | --------- | -------- |
| Les données manquantes sont à compléter. |          |                      |           |          |
| 1977                                     | 1983     | Daniel Jouan         |           |          |
| 1983                                     | 1985     | Jules Klene          |           |          |
| 1985                                     | 2008     | Luc Flores           |           |          |
| mars 2008                                | 2020     | René Sapierre        |           | Retraité |
| 15/03/2020                               | En cours | Patrice Saint Jalmes |           | Pompier  |

## Équipements et services

### Eau et assainissement
L’organisation de la distribution de l’eau potable, de la collecte et du traitement des eaux usées et pluviales relève des communes. La loi NOTRe de 2015 a accru le rôle des EPCI à fiscalité propre en leur transférant cette compétence. Ce transfert devait en principe être effectif au 1er janvier 2020, mais la loi Ferrand-Fesneau du 3 août 2018 a introduit la possibilité d’un report de ce transfert au 1er janvier 2026,.

#### Assainissement des eaux usées
En 2020, la gestion du service d'assainissement collectif de la commune d'Argentières est assurée par la Communauté de communes Brie des Rivières et Châteaux (CCBRC) pour la collecte, le transport et la dépollution. Ce service est géré en délégation par une entreprise privée, dont le contrat arrive à échéance le 1er janvier 2030,,.
L’assainissement non collectif (ANC) désigne les installations individuelles de traitement des eaux domestiques qui ne sont pas desservies par un réseau public de collecte des eaux usées et qui doivent en conséquence traiter elles-mêmes leurs eaux usées avant de les rejeter dans le milieu naturel. La Communauté de communes Brie des Rivières et Châteaux (CCBRC) assure pour le compte de la commune le service public d'assainissement non collectif (SPANC), qui a pour mission de vérifier la bonne exécution des travaux de réalisation et de réhabilitation, ainsi que le bon fonctionnement et l’entretien des installations. Cette prestation est réalisée en régie,,.

#### Eau potable
En 2020, l'alimentation en eau potable de la commune est assurée par la Communauté de communes Brie des Rivières et Châteaux (CCBRC) qui en a délégué la gestion à l'entreprise Suez, dont le contrat expire le 30 avril 2031,.

## Population et société

### Démographie

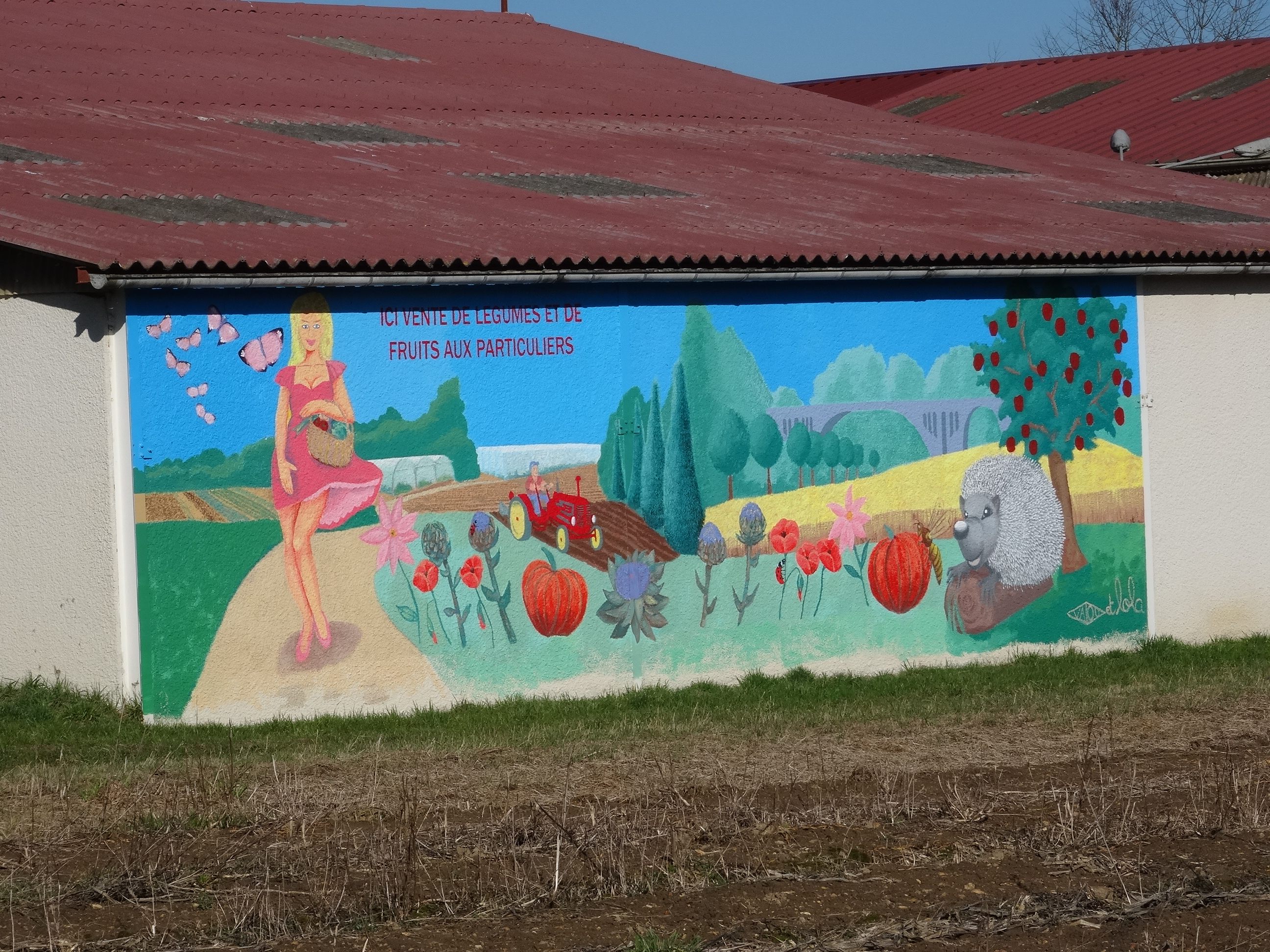
Fresque agricole.

Les habitants sont appelés les Argentiers.
Autrefois, par dérision et moqueries, les natifs de ce village étaient surnommés les Tazins, des personnes qui vivent de leurs productions : potagers, animaux de basse cour et de leur ferme.
L'évolution du nombre d'habitants est connue à travers les recensements de la population effectués dans la commune depuis 1793. Pour les communes de moins de 10 000 habitants, une enquête de recensement portant sur toute la population est réalisée tous les cinq ans, les populations de référence des années intermédiaires étant quant à elles estimées par interpolation ou extrapolation. Pour la commune, le premier recensement exhaustif entrant dans le cadre du nouveau dispositif a été réalisé en 2004.

En 2022, la commune comptait 352 habitants, en évolution de −9,04 % par rapport à 2016 (Seine-et-Marne : +3,92 %, France hors Mayotte : +2,11 %).
| 1793 | 1800 | 1806 | 1821 | 1831 | 1836 | 1841 | 1846 | 1851 |
| ---- | ---- | ---- | ---- | ---- | ---- | ---- | ---- | ---- |
| 204  | 180  | 191  | 188  | 190  | 188  | 188  | 172  | 171  |

| 1856 | 1861 | 1866 | 1872 | 1876 | 1881 | 1886 | 1891 | 1896 |
| ---- | ---- | ---- | ---- | ---- | ---- | ---- | ---- | ---- |
| 163  | 156  | 161  | 151  | 157  | 150  | 141  | 164  | 140  |

| 1901 | 1906 | 1911 | 1921 | 1926 | 1931 | 1936 | 1946 | 1954 |
| ---- | ---- | ---- | ---- | ---- | ---- | ---- | ---- | ---- |
| 133  | 144  | 126  | 137  | 163  | 157  | 134  | 129  | 128  |

| 1962 | 1968 | 1975 | 1982 | 1990 | 1999 | 2004 | 2006 | 2009 |
| ---- | ---- | ---- | ---- | ---- | ---- | ---- | ---- | ---- |
| 121  | 157  | 242  | 230  | 276  | 364  | 361  | 355  | 383  |

| 2014 | 2019 | 2022 | - | - | - | - | - | - |
| ---- | ---- | ---- | - | - | - | - | - | - |
| 392  | 355  | 352  | - | - | - | - | - | - |

## Économie

### Revenus de la population et fiscalité
En 2017, le nombre de ménages fiscaux de la commune était de 141, représentant 378 personnes et la  médiane du revenu disponible par unité de consommation  de 27 920 euros.

### Emploi
En 2017, le nombre total d'emplois dans la zone était de 22, occupant 194 actifs résidants.
Le taux d'activité de la population (actifs ayant un emploi) âgée de 15 à 64 ans s'élevait à 77,8 % contre un taux de chômage de 3 %.
Les 19,1 % d'inactifs se répartissent de la façon suivante : 8,3 % d'étudiants et stagiaires non rémunérés, 7,4 % de retraités ou préretraités et 3,5 % pour les autres inactifs.

### Entreprises et commerces
En 2018, le nombre d'établissements actifs était de 21 dont 6 dans la construction, 3 dans le commerce de gros et de détail, transports, hébergement et restauration, 1 dans l’information et communication, 1 dans les activités financières et d'assurance, 6 dans les activités spécialisées, scientifiques et techniques et activités de services administratifs et de soutien, 2 dans l’administration publique, enseignement, santé humaine et action sociale et 2  étaient relatifs aux autres activités de services.
En 2019,  4 entreprises ont été créées sur le territoire de la commune, dont 3 individuelles.
Au 1er janvier 2020, la commune ne disposait pas d’hôtel et de terrain de camping.

## Culture locale et patrimoine

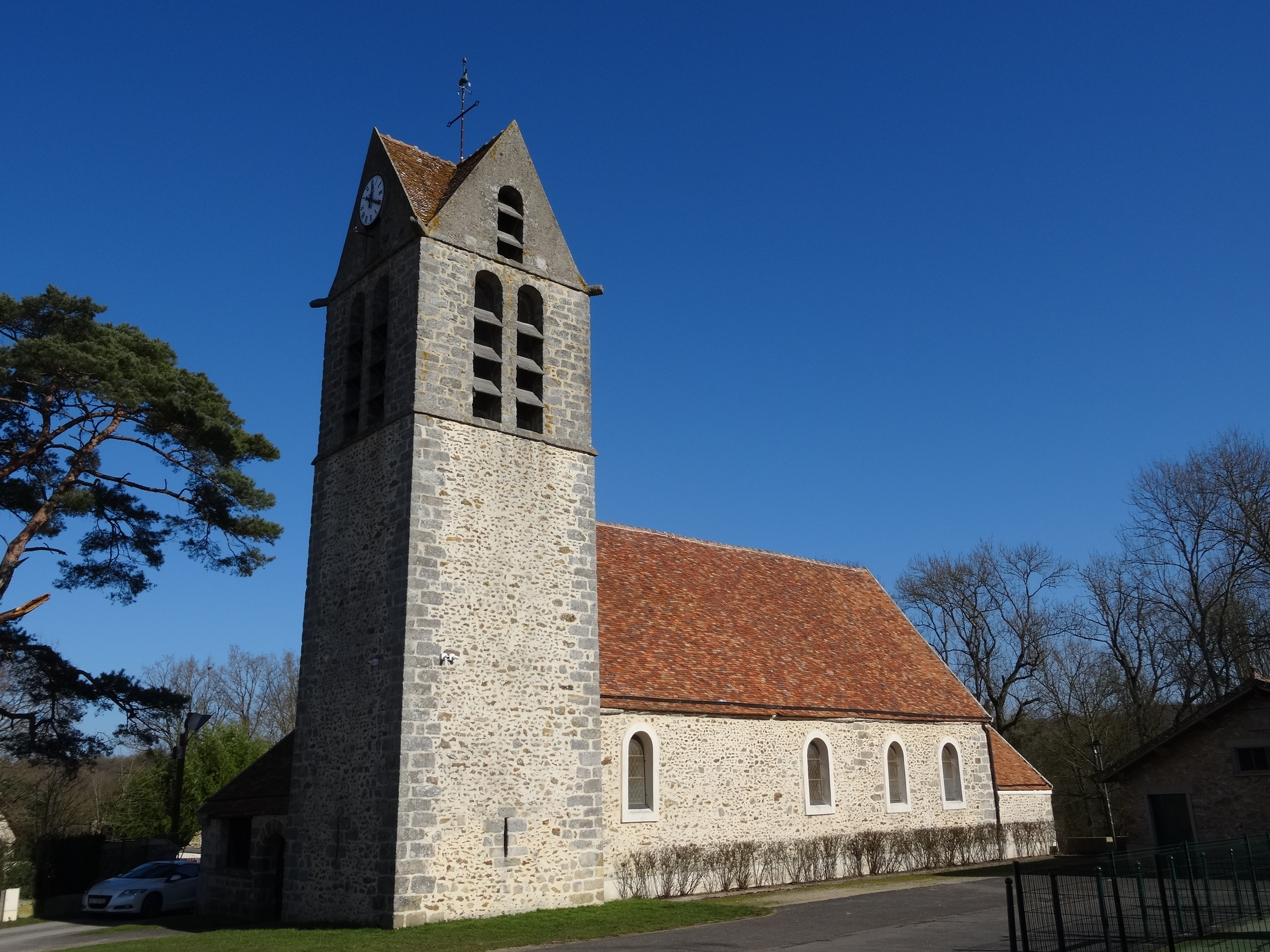
L'église Saint-Bon.

### Lieux et monuments
- L'église Saint-Bon XVe siècle.

L’église d’Argentières a été construite au XVe siècle et fut reconstruite au XVIIIe siècle. Elle ne se compose que d’une seule nef et n’a pas de transept. Son patron est saint Bonnet (ou saint Bon), sa fête est le 15 janvier.
En son sein, quatre statues représentant : « saint Bon », « saint Jacques », « saint Vincent » et « la Vierge et l’Enfant ».
La cloche, après avoir été fêlée, fut changée avec le soutien financier de la famille Nicolas (les descendants étant les actuels détenteurs des vins Nicolas), propriétaire à l’époque du Château d'Arcy (Chaumes-en-Brie). En remerciements, leur nom fut gravé dessus. Elle fut bénite le 2 septembre 1855. Un bénitier en forme de coquille Saint-Jacques, attesterait de la situation du village à proximité des chemins de Compostelle et du passage des pèlerins.
Dans le chœur se trouve une dalle funéraire classée en 1907. et mesurant 2,22 m de long pour 1,10 m de large. Elle représenterait Guillaume de Troyes, écuyer, seigneur de Montcouvent mort en 1517 ; et une femme coiffée à la mode d’Anne de Bretagne, avec à ses pieds sa fillette décédée (d'après l'inscription plus ou moins visible de la dalle).
L’édifice possède une poutre au plafond, datant peut-être de 1460, sculptée à chaque extrémité d'un animal fantastique (crocodile, monstre ou griffon) qui figurait également sur le blason de Guillaume de Troyes. Une telle poutre est appelée « engoulant ou rageur ».
Découverte récente dans l'église de fresques murales datant de la renaissance. Restauration en cours.
- À Argentières, il existait le château de Montcouvent, devenu maison de campagne.

Avec le temps, il ne restait qu’un pigeonnier en 1823, en 1889, ne subsistait qu’une ferme, et de nos jours quelques pans de murs en ruines, au lieudit Montcouvent , à l'écart du village dans un chemin qui borde l’Yerres.
Le dernier seigneur de Montcouvent y ayant séjourné fut Jean-François de Soisson (1664–1726). De 1756 à 1774, on trouve un certain Louis Martin des Fontaines, conseiller du roi (Louis XV), auditeur en sa chambre des comptes et seigneur d’Arcy et de Montcouvent d’Argentières.
D’après la légende, 22 souterrains partiraient de ces ruines pour arriver directement au sein de l'église d’Argentières ; dans la crypte funéraire des seigneurs de Montcouvent qui étaient exhumés dans le chœur de l'église Saint-Bon. Cette sépulture aurait été violée pendant la terreur.
D'autres pensent que ces souterrains mèneraient aux différents châteaux du secteur (Beauvoir, Arcy, commune de Chaumes-en-Brie...).
Il se dit aussi que dans les années 1980, quelqu'un aurait découvert un de ces fameux souterrains (contenant casques, fusils et autres armures), menant directement à l'autel de l'église[réf. nécessaire].

### Héraldique
| Blason de Argentières | Blason  | De gueules au pairle d'argent chargé d'un cœur de sinople, au chef d’azur, chargé d’une fleur de lis accompagnée de deux grappes de raisin le tout d'or. |
| Blason de Argentières | Détails | |